# 印度食卵蛇屬
印度食卵蛇屬（学名：Elachistodon）为游蛇科的一个属。

## 下属物种
本属包括以下物种：
- Elachistodon dannybrowni Hoser, 2018
- 印度食卵蛇 Elachistodon westermanni Reinhardt, 1863